# 4551 Cochran
4551 Cochran è un asteroide della fascia principale. Scoperto nel 1979, presenta un'orbita caratterizzata da un semiasse maggiore pari a 2,4296381 UA e da un'eccentricità di 0,2667701, inclinata di 12,12122° rispetto all'eclittica.